# Armando Vega Gil
Armando Vega-Gil Rueda (Ciudad de México, 6 de julio de 1955-Ib., 1 de abril de 2019) fue un bajista, compositor y escritor mexicano. Fue fundador de Botellita de Jerez, una de las bandas más influyentes del rock mexicano contemporáneo, creada a principios de la década de 1980 en la Ciudad de México.

## Biografía
Fue antropólogo y se dedicó a diversas ramas de la expresión artística, como el cortometraje, las performances y el guion cinematográfico y de televisión, en colaboración con comediantes como Andrés Bustamante.
Ganó el premio San Luis Potosí de cuento, uno de guion para cortometraje, en el festival Expresión en Corto, y el Premio Alejandro Galindo para guion de largometraje. 
Publicó treinta y dos libros, entre ellos: La ventana y el umbral (poesía), Diario íntimo de un guacarróquer (novela autobiográfica estridente), La música de las esferas, que reúne su obra narrativa reciente; Picnic en la Fosa Común, una novela policíaco-apocalíptica de nota roja y terror cósmico, y Ritual del lagarto. Sus libros para niños Momias, ángeles y espantos, Se armó la fiesta de muertos y Azahar y Agustín, pequeña novela de terror en verso forman parte de proyectos de fomento a la lectura, como Bibliotecas de Escuela, el Programa de Educación Continua y el IBBY.
En 2013, con la publicación del poema lírico El perro de Oventic y Rockboy y la rebelión de las chicas, una novela juvenil violenta entrecruzada con la novela gráfica, se asumió como un escritor para adolescentes y niños. En octubre de 2015, bajo el sello Alfaguara, apareció una novela, Fecha de caducidad, escrita a seis manos por él, por Beatriz Rivas y por Eileen Truax.
Condujo un programa especializado en cine, Radio Cinema Paraíso, en la estación de radio-internet Código Radio. En las revistas Interjet y México desconocido, colaboró como periodista de viajes y publicó sus memorias trashumantes.
Armando Vega-Gil y su Ukulele Loco fue un espectáculo escénico multidisciplinario para niños en el que se entreven canciones vueltas libros, libros vueltos canciones, un disco tangible, gráfica in situ y videos animados. Un marciano y un ciempiés  y Pastel de lodo fueron algunas de las piezas más queridas de su repertorio.
En 2010, apareció en carteleras Naco es chido, película de la que fue coguionista; en 2013, se estrenó El crimen del Cácaro Gumaro, escrita por él en colaboración con Andrés Bustamante y Emilio Portes, y donde él mismo aparece como actor.
A partir de 2012, su cortometraje animado Como perros y gatos circuló en circuitos de festivales y muestras como, por ejemplo, el Guanajuato International Film Fest (GIFF), el FIABC, de Barcelona, y Short Shorts, de la Ciudad de México, y fue nominado por la Academia de Artes y Ciencias Cinematográficas de su país para recibir el Ariel por mejor corto de animación de 2012. 
Como fotógrafo, publicó parte de su trabajo vía Instagram en @armandovegagil y en Letras explícitas. Su primera exposición individual fue Retratos de lo invisible, en el Centro Cultural Bicentenario Mexiquense, en noviembre de 2015. También expuso, en la Fonda Garufa, su serie Impresiones II.

### Fallecimiento
Su cuerpo fue encontrado colgando de un árbol con un alambre, afuera de su domicilio en la colonia Narvarte en Ciudad de México, el 1 de abril de 2019. Tenía 63 años. Escribió una carta de despedida en su cuenta de Twitter, en respuesta a una acusación de acoso de su parte en contra de una niña de 13 años. Negó la acusación y aseguró quitarse la vida antes de manchar toda su carrera y a su hijo.
El tuit que el músico compartió su último mensaje decía, textualmente: "No se culpe a nadie de mi muerte: es un suicidio, una decisión voluntaria, consciente, libre y personal". Tras la confirmación de su muerte, la cuenta de Twitter que concentró las denuncias de #MeTooMusicosMexicanos dejó de operar. Se especuló en un principio que sería una forma de aceptar su responsabilidad. Sin embargo, posteriormente las administradoras de la cuenta emitieron un comunicado donde indicaron que fueron víctimas de un ataque cibernético y que continuarían recibiendo y compartiendo denuncias.

## Obra literaria publicada
Novela:
- Virgen de media noche, Titania, México, 2018.
- Ritual del lagarto, Ediciones B, México, 2017.
- Fecha de caducidad, novela escrita a seis manos con Beatriz Rivas y Eileen Truax, Alfaguara, México, 2015.
- La diosa de las letras, novela híper breve, Ediciones Vicio, México, 2015.
- Picnic en la Fosa Común, segunda ed., Ediciones B, México, 2015.
- Diario íntimo de un guacarróquer, Ediciones B, tercera edición, México, 2014.
- Rockboy y la rebelión de las chicas, Ediciones B, México, 2013.
- Azahar y Agustín, pequeña novela de terror en verso, Alfaguara Juvenil, México, 2012.

Cuento:
- La música de las esferas, Ediciones B, México, 2016.
- Cuentos de horror, desamor, locura y bolillos, Ediciones B, México, 2014.
- La ciudad de los ojos invisibles, Ediciones B, México, 2011.
- Cuenta regresiva y otras fábulas supernumerarias, Ediciones B, México, 2007.
- Fábulas oscuras y humor sangriento, Goliardos, (col. Plaquettes de autor), México, 2000-2007.
- Poderes de la transparencia, UABJO, Oaxaca, México, 2001.
- Brevísima relación de un ladrón que yace encuerado y otras pesadillas, Times Editores, México, 2000.
- La semiótica de la semita o, ¡Ay!, qué ricos tus cocoles, Bravo Grupo Editorial. México, 1990.

Poesía:
- Permanencia involuntaria, Proyecto Literal, México, 2013.
- La ventana y el umbral, Rhythm & Books, México, 2010.
- Vagamundo, Universidad Autónoma de Campeche, México, 2002.
- Tres y una invocaciones, editorial Desliz, México, 1997.
- Entre sueños te veas, editorial Oriental del Uruguay, México, 1988.

Sátira:
- Colmos para adultos, Selector, México 1994.
- El anti-Carreño, manual de las malas costumbres, Selector, México, 1993.

Libros para niños:
- La danza de la lluvia, IMAC de Aguscalientes, México, 2016.
- El enigma del hoyo en el pantalón, Ediciones SM (Colección El Barco de Vapor). México, 2015.
- El fantasma del futbol, IMAC de Aguscalientes, México, 2015.
- Pastel de lodo, IMAC de Aguscalientes, México, 2015.
- Un marciano y un ciempiés, IMAC de Aguscalientes, México, 2015.
- Una noche de catarro y pesadillas, Editorial Nostra, México, 2013.
- El perro de Oventic, Alfaguara Infantil, México, 2013.
- Cumpleaños en la marisquería, Ediciones SM, colección Duritos, México, 2013.
- Renata y la fábrica de juguetes, Ediciones SM, El Barco de Vapor, México, 2012.
- Se armó la fiesta de muertos, Ediciones SM (Colección Pictogramas), México, 2011.
- Momias, ángeles y espantos, Ediciones SM, El Barco de Vapor, México, 2009.

## Premios y distinciones
- 2013, miembro del jurado para el Premio de Cuento de San Luis Potosí, del INBA.
- 2013, miembro del jurado para el Premio Barco de Vapor, SM-Conaculta.
- 2013, nominado al Ariel que otorga la Academia Mexicana de Artes y Ciencias Cinematográficas de México por mejor corto animado.
- 2008, Premio Alejandro Galindo a guion escrito para largometraje otorgado por la SOGEM, SEXCUEC y el FIDECINE.
- 2006, Premio Nacional de Cuento San Luis Potosí, premio nacional de literatura de Bellas Artes.
- 2004, becario de la Secretaría de Cultura de la Ciudad de México para la difusión de obra literaria en el programa Artes por Todas Partes.
- 2003, primer lugar en el Concurso de Guion para Cortometraje en el VI Festival Internacional Expresión en Corto, Guanajuato.
- 2001, Premio Nacional de Poesía de los XIX Juegos Florales Universitarios convocados por la Universidad Autónoma de Campeche.
- 2001, becario de la Secretaría de Cultura de la Ciudad de México para la difusión de obra literaria en el programa Artes por Todas Partes.
- 2001, Premio Internacional Goliardos de Ficción, Terror y Fantasía.
- 2001, Premio nacional de cuento Benemérito de América convocado por la Universidad Autónoma Benito Juárez de Oaxaca.[2]

## Obra audiovisual
- Aquí (2015), coescrito con Federico Quinta, sobre la musicalización de un poema de Octavio Paz a cargo de José Manuel Aguilera, en una producción de Tono.
- NPM (2014), videoclip realizado para Botellita de Jerez.
- Decisión (2014), cortometraje perteneciente a su ciclo Diálogos de una Pareja Triste.
- Diálogos de una pareja triste (2013).
- Como perros y gatos (2012), en colaboración con Sergio Arau, Susana San José, Federico Quintana, Pablo Zeta y la casa productora Tono.
- Fuera de cuadro (2003), cortometraje escrito y dirigido por él, y protagonizado por Roberto Sosa.
- Pollito (2004), videoclip escrito y dirigido por él para el grupo de rock para niños Yucatán A Go Go y protagonizado por Regina Orozco, Arturo Ríos y Francisco Barrios "El Mastuerzo".
- Lejos-Cerca (2005), videoclip del grupo Monocordio.
- Alivio (2005), protagonizado por Eréndira Ibarra y Francisco Barrios "El Mastuerzo".